# Marie-Isabelle Lomba
Pour les articles homonymes, voir Lomba.
Marie-Isabelle Lomba (Charleroi, le 17 août 1974), surnommée Marisabelle (ou Marisabel), est une ancienne judokate belge, mère de 2 magnifiques enfants, une fille Julie Van Glabeke et un garçon Thibaut Van Glabeke.  

## Palmarès
En 1996, Marisabelle remporte une médaille de bronze dans la catégorie -56 kg aux Jeux olympiques d'été d'Atlanta.

Elle a un total de 7 titres de championne de Belgique (1 en U20 et 6 en sénior) :
| Chpt de Belgique  | Chpt de Belgique  | 1992 | 1993 | 1994 | 1995 | 1996 | 1997 | 1998 | 1999 | 2000 | 2001 | 2002 | 2003 |
| ----------------- | ----------------- | ---- | ---- | ---- | ---- | ---- | ---- | ---- | ---- | ---- | ---- | ---- | ---- |
| poids légers      | -56 kg            |      |      | 1er  | 1er  | -    | 1er  |      |      |      |      |      |      |
| poids légers      | -57 kg            |      |      |      |      |      |      | -    | -    | 2e   | 1er  | 1er  | 3e   |
| mi-moyens         | -61 kg            | 3e   | 2e   |      |      |      |      |      |      |      |      |      |      |
| toutes catégories | toutes catégories | -    | 1er  | -    | -    | -    | -    | -    | -    | -    | -    | -    | -    |